# مایک بنر
مایک بنر (انگلیسی: Mike Banner؛ زادهٔ ۲۰ اکتبر ۱۹۸۴) یک بازیکن فوتبال اهل ایالات متحده آمریکا است.